# Кембриџ (Њујорк)
Кембриџ (енгл. Cambridge) град је у америчкој савезној држави Њујорк.

## Демографија
По попису из 2010. године број становника је 1.870, што је 55 (-2,9%) становника мање него 2000. године.
| Група             | 2000.         | 2010.         |
| Белци             | 1.872 (97,2%) | 1.782 (95,3%) |
| Афроамериканци    | 10 (0,5%)     | 20 (1,1%)     |
| Азијати           | 6 (0,3%)      | 16 (0,9%)     |
| Хиспаноамериканци | 28 (1,5%)     | 24 (1,3%)     |
| Укупно            | 1.925         | 1.870         |